# Olivia Holdt
Olivia Møller Holdt (* 7. Juni 2001 in Ikast) ist eine dänische Fußballspielerin.

## Karriere

### Verein
Holdt startete ihre Laufbahn nach der Jugend bei Vildbjerg SF in der Mannschaft von VSK Aarhus, wo sie ab 2019 zum Einsatz kam. Danach wechselte sie im Sommer 2020 zu Fortuna Hjørring. Seit Juli 2022 steht sie beim FC Rosengård in Schweden unter Vertrag.

### Nationalmannschaft
Sie durchlief einige U-Mannschaften und nahm mit der U17 an der Qualifikation für die Europameisterschaft 2018 teil, konnte sich mit dem Team jedoch nicht für die Endrunde qualifizieren. Mit der U19 folgte im selben Jahr die Teilnahme an deren Europameisterschaft 2018, wo sie in allen vier Spielen ihrer Mannschaft zum Einsatz kam.
Ihren ersten bekannten Einsatz für die A-Nationalmannschaft hatte sie am 8. April 2021 bei einem 1:0-Freundschaftsspielsieg über Irland, als sie zur 72. Minute für Signe Bruun eingewechselt wurde. Anschließend folgten noch weitere Einsätze in Qualifikationsspielen für die Weltmeisterschaft 2023. Nach einem Einsatz beim Algarve-Cup 2022 folgten im anschließenden Jahr weitere Einsätze in Qualifikationsspielen. Bei diesen schoss sie bei einem 2:0-Sieg über Malta exakt ein Jahr nach ihrem Länderspieldebüt ihr erstes Länderspieltor. Für den dänischen Kader zur Europameisterschaft 2022 wurde sie nicht nominiert. Im direkten Vorfeld der Weltmeisterschaft 2023 wurde sie nicht mehr eingesetzt und erhielt schlussendlich auch keine Nominierung für den Turnier-Kader.